# Vogtia malloi
Vogtia malloi är en fjärilsart som beskrevs av José A. Pastrana 1961. Vogtia malloi ingår i släktet Vogtia och familjen mott. Inga underarter finns listade i Catalogue of Life.